# Lopidea taurina
Lopidea taurina är en insektsart som beskrevs av Van Duzee 1921. Lopidea taurina ingår i släktet Lopidea och familjen ängsskinnbaggar. Inga underarter finns listade i Catalogue of Life.